# 维拉罗马尼亚诺
维拉罗马尼亚诺（義大利語：Villaromagnano），是意大利亚历山德里亚省的一个市镇。总面积6.12平方公里，人口718人，人口密度117.3人/平方公里（2009年）。ISTAT代码为006186。